# Euxesta scoriacina
Euxesta scoriacina är en tvåvingeart som beskrevs av Friedrich Georg Hendel 1936.
Euxesta scoriacina ingår i släktet Euxesta och familjen fläckflugor. Inga underarter finns listade i Catalogue of Life.